# سالونينوس
بوبليوس ليسينوس كورنيليوس فاليريانوس هو إمبراطور روماني من القرن الثالث، تولى الحكم في سنة 258 بعد أن نال رتبة القيصر من جده فاليريان. حكم بشكل مشترك مع والده غالينوس وأخيه فاليريانوس بعد أسر الفرس لجده. في سنة 260 وبينما كان والده منشغل في داقية. انطلق إلى الغال بعد نيله لدرجة أغسطس لأجل محاربة الغاصب بوستوموس وبينما كان في طريقه نحو كولونيا حاصره بوستوموس هناك وتمكن من قتله. وهناك شكوك أنه والده تركه لبوستوموس بسبب عدم موافقته للذهاب إلى الغال.